# Duchobortser
Duchobortser (ryska duchobortsi, förnekare eller bekämpare av den heliga ande, ibland, även om det är oriktigt, "andens stridsmän") är en andligt kristen (ryska: духовное христианство) etnoreligiös grupp av ryskt ursprung. Den är en av många icke-ortodoxa etno-konfessionella trosuppfattningar i Ryssland och kategoriseras ofta som "folkprotestanter", andligt kristna, sekterister eller kättare. Duchobortser är pacifistiska kristna som bor i egna byar, förkastar eget ägande, arbetar tillsammans och har utvecklat en egen tradition av muntliga historier, psalmer och verser.
Dess äldsta historia är höljd i dunkel. Sekten "upptäcktes" av polisen omkring 1750, men var då redan ett organiserat samfund med förgreningar i flera provinser. Sektens djupsinniga läror, som har likheter med gnostikernas och delvis även med hinduernas, tyder både på hög ålder och främmande inflytande, särskilt som dess anhängare alltid bestått av enkla bönder. Den länge gällande gissningen, att "en utländsk kväkare" grundlagt sekten, förkastas numera av sakkunniga, vilka i stället antar möjligheten av något historiskt samband mellan de österländska gnostikerna eller medeltidens mystiker och duchobortserna. Själva räknar de sin härkomst från "rättfärdighetens förste martyr", Abel, eller "de tre männen i den brinnande ugnen", offren för Nebukadnessars förföljelse.

## Läran
Grundtanken i deras lära är uppfattningen av gudomen såsom världssjälen (de förnekar Guds personlighet och världens skapelse) och såsom "andligen inneboende i människosjälen". Treenighetsdogmen och bibelns innehåll uppfattas som sinnebildliga uttryck av det andliga livets yttringar och utveckling i människosjälen: "Kristus måste födas, växa, undervisa, lida, dö och uppstå i varje människosjäl", om hon skall bli frälst. "Det inre ordet", "Kristus i själen", "det tänkande förnuftet" är deras högsta auktoritet; sammanfattningen av den i själen inneboende gudomens yttringar kallar de "livets bok". Kyrkan med dess läror och ceremonier förkastar de. "Vår kyrka", säger de, "är uppbyggd i själen"; och "var två eller tre är församlade i Kristi namn, där är hans kyrka".
Till denna "kyrka" räknar de "inte blott kristna, utan även judar och turkar", med andra ord alla, som leds av "det inre ljuset" och "i sina själar odlar det godas utsäde" (Novitsky i Vjestnik Jevropi, 1880). De tror inte på de ortodoxas himmel och helvete, men de lär, att "de rättfärdiga ska besitta jorden", som är evig. De rättfärdigas själar inträder vid deras död i de rättfärdigas kroppar, de orättfärdigas ingår i djur. De håller strängt på alla människors jämlikhet och "bugar sig för gudomen i människan". I likhet med kväkarna förkastar de all yttring av våld, såsom krig, kroppsstraff och så vidare, och utmärker sig för arbetsamhet, enkelhet i seder, hjälpsamhet och kärleksfullhet mot alla.

## Historia
Ohyggliga är de förföljelser och grymheter, för vilka duukoborzerna varit utsatta (misshandel ofta ända till döds, förvisningar, straffarbete vid Sibiriens gruvor på livstid och så vidare). Katarina II, tolerant mot andra sekterister, förföljde duchobortserna med stor grymhet, som likväl överträffades av Paul I:s omänsklighet. Alexander I lämnade dem i fred och tillät dem bilda en koloni vid floden Molochnaja i Zaporizjzja oblast, vilken upprevs av Nikolaus I, som instack kolonisterna i straffregementen eller förvisade dem till Sibirien och Transkaukasien.
Sektens anhängare ökade i antal trots förföljelserna, som lindrades något under Alexander II. Under Alexander III och Nikolaus II uppblossade förföljelsen mot dem på nytt och kulminerade vid mitten av 1890-talet i de blodiga våldsdåden mot omkring 15 000 duchobortser i Kaukasien, av vilka några misshandlades till döds, hundratal försmäktade i ohyggliga fängelser och flera tusen jagades bort från sina hem till ödemarkerna i Transkaukasien, där de led av hunger och andra umbäranden.
1895 sände Lev Tolstoj en av sina vänner (Paul Birukov) till Transkaukasien för att få kännedom om de förföljdas belägenhet, vilken han sedan skildrade i "The Times". Samtidigt lade Lev Tolstoj och en av hans söner sig ut för de förföljda dukoborzerna och lyckades slutligen bereda möjlighet för dem att utvandra, och vid förra sekelskiftet utvandrade i runt tal 10 000 från Kaukasien till Kanada (sedan en del gjort ett misslyckat försök att slå sig ned på Cypern), där de upprättade blomstrande kolonier. Hundra år senare beräknas deras antal till omkring 20 000.